# 韓泰淵
韓 泰淵（ハン・テヨン、朝鮮語: 한태연、1916年1月5日 - 2010年9月20日）は、大韓民国の法学者、大学教授、政治家、ジャーナリスト。第6・9・10代韓国国会議員。
本貫は清州韓氏。号は栗山（ユルサン、율산）。キリスト教徒。

## 経歴
咸鏡南道永興郡出身。早稲田大学法学部卒。高等文官試験行政科合格。成均館大学校、ソウル大学校法科大学、東国大学校、漢陽大学校、東亜大学校大学院で教授を務めたほか、ソウル新聞主筆、韓国憲法学会会長などを務めた。1963年の第6代総選挙で初当選以降、1973年から1980年までは維新政友会所属の第9・10代国会議員を務めた。1972年の朴正煕大統領時代には葛奉根らと共に維新憲法の制定に参加した。
2010年9月20日に死去、享年94。

## 著書
- 行政法
- 憲法学
- 行政法学（上・下）
- 憲法学（近代憲法の一般理論）
- 憲法と政治体制
- 憲法と国家
- 法と法学の本質[4]
- 民主国家論[4]

など